# Argia infrequentula
Argia infrequentula là một loài chuồn chuồn kim trong họ Coenagrionidae.
Argia infrequentula được miêu tả khoa học năm 1946 bởi Fraser.